# Львов, Пётр Лукич
Князь Пётр Лукич Львов (ум. 1715) — русский военный и государственный деятель, стольник (1660), окольничий (1688), голова, воевода в Севске, Томске и Курске, наместник в Казани (1708—1710) во времена правления Алексея Михайловича, Фёдора Алексеевича, правительницы Софьи Алексеевны, Ивана V и Петра I Алексеевичей.
Младший сын дворянина московского князя Луки Яковлевича Львова. Старший брат — стряпчий и стольник Борис Лукич Львов.

## Биография
В 1660 году князь Пётр Лукич Львов впервые упоминается в чине стольника при царском дворе. Находился в числе стольников, которые носили «перед царевичи пить», во время обеда у царя Алексея Михайловича, данного в честь грузинского царевича Николая Давыдовича в Грановитой палате.
В 1664-1667 годах П. Л. Львов «смотрел» за царскими обедами «в кривой стол» и был рындой во время приёмов голландского, польского и английского посланников.
20 сентября 1667 года во время приёма английского посланника Гебдона рындами были назначены князья Яков Васильевич и Андрей Андреевич Хилковы, Борис и Петр Лукичи Львовы. Братья Львовы били челом, что «им невместно быть ниже князей Хилковых». Царь Алексей Михайлович поручил думному дьяку Башмакову объявить князьям Львовым, что так как они раньше служили вместе с князьями Хилковыми, то не имеют права бить челом и, чтобы избежать наказания за местничество, должны служить рындами вместе с князьями Хилковыми. После приёма, когда царь вышел из столовой избы, к нему обратились родители Хилковых и родители Львовых с просьбой «дать счет в отечестве» их сыновьям. Царь Алексей Михайлович нашел их челобитья не обоснованными. В «Дворцовых разрядах» было записано «и указу им, против их челобитья, никому не было».
В 1668 году князь Петр Лукич Львов присутствовал в селе Острове на приёме царем вселенских и московского патриархов. В 1669 году «дневал и ночевал» при гробе царевича Симеона Алексеевича.
30 июня 1672 года на обеде, данном царем Алексеем Михайловичем в честь крестин царевича Петра, князь Петр Лукич Львов потчевал царевичей Касимовского и Сибирских . В этом же году голова дворянской сотни при встрече за Земляным городом польских послов.
7 сентября 1674 года в день объявления наследником престола царевича Фёдора Алексеевича Петр Лукич Львов «смотрел в кривой стол» на торжественном обеде в Грановитой палате.
В 1677-1680 годах находился на воеводстве в Томске, откуда посылал томских боярских детей со служилыми людьми в Киргизскую землю.
В 1687 году стольник Петр Лукич Львов участвовал в первом Крымском походе, где был в большом полку у полкового знамени. В награду за участие в походе получил придачу к поместному окладу 250 четвертей и 30 рублей. Позднее был пожалован из стольников в окольничие.
В 1688-1689 годах князь П. Л. Львов назначался в крестные ходы по Кремлю, присутствовал в Успенском соборе у «действа» в неделю православия и сопровождал царей Ивана и Петра Алексеевичей, а иногда и царевну Софью, в богомольных походах и в походах в подмосковные села.
В 1689 и1691 годах находился на воеводстве в Курске. В сентябре 1690 года первый судья в Судно-Владимирском приказе. В 1693 году князь Петр Лукич Львов был назначен для «заимки станов» во время богомольного похода царя Ивана Алексеевича в Саввин-Сторожевский монастырь. В 1693-1694 годах — повторно воевода в Севске. В 1697 году построил на собственные средства корабль для Азовского флота. В 1698 году князь Петр Лукич Львов был назначен судьей при расследовании Стрелецкого бунта 1698 г. В 1708-1710 годах — наместник в Казани. При царях Иване V и Петре I двадцать пятый, а в 1703 году записан десятым окольничим.
По родословной росписи показан бездетным.